# Philophyllia venosa
Philophyllia venosa är en insektsart som beskrevs av Brunner von Wattenwyl 1878. Philophyllia venosa ingår i släktet Philophyllia och familjen vårtbitare. Inga underarter finns listade i Catalogue of Life.